# آزمایش داده محور
آزمایش داده محور (به انگلیسی: Data-driven testing) یک روش آزمایش نرم‌افزار است که در تست نرم‌افزار رایانه‌ای برای توصیف آزمون‌های انجام شده با استفاده از یک جدول شرایط که مستقیماً به عنوان ورودی و خروجی‌های قابل تأیید به گونه ای که فرایند تنظیمات و کنترل محیط به صورت کدنویسی شدهٔ غیرپویا انجام نمی‌شود، استفاده می‌گردد. در ساده‌ترین شکل ممکن، آزمونگر ورودی‌ها را از یک ردیف در جدول داده‌های مورد نظر خود تأمین می‌کند و انتظار دارد که خروجی‌هایی که در همان ردیف وجود دارند، در زمان اجرای آزمایش مشاهده گردند. جدول داده‌های آزمون به‌طور معمول دارای مقادیر متناسب با فضاهای ورودی مرزی یا پارتیشن است. در روش کنترلی، اطلاعات پیکربندی آزمون از یک پایگاه داده واکشی می‌شود.